# ガエル・オンドゥア
ガエル・オンドゥア（Gaël Ondoua、1995年11月5日 - ）は、カメルーンのサッカー選手。カメルーン代表。ポジションはMF。

## 経歴

### クラブ
2014年4月、FCロコモティフ・モスクワからPFC CSKAモスクワに移籍した。
2014年9月24日、ロシア・カップ、FCヒミク・ドゼルジンスク戦でプロデビューを果たした。
2018年7月27日、FCアンジ・マハチカラに移籍をした。
2019年7月2日、スイスのセルヴェットFCと2年契約で移籍をした。
2021年8月26日、ドイツのハノーファー96に加入し、2年契約を締結した。

### 代表
2022年3月25日、2022 FIFAワールドカップ・予選のナイジェリア戦でカメルーン代表としてデビューした。

## 代表歴

### 出場大会
- カメルーン代表
  - 2022 FIFAワールドカップ

### 試合数
- 国際Aマッチ 8試合 0得点（2022年-）[7]

| カメルーン代表 | 国際Aマッチ | 国際Aマッチ |
| 年             | 出場        | 得点        |
| -------------- | ----------- | ----------- |
| 2022           | 6           | 0           |
| 2023           | 2           | 0           |
| 通算           | 8           | 0           |

## エピソード
2022年FIFAワールドカップに出場した際、ロシア国旗がデザインされた自身のスパイクを披露した。